# Лампа Дэви
|            |  |
| Лампа Дэви |  |

Лампа Дэви — источник освещения, предназначенный для работы во взрывоопасной газовой среде, в том числе в угольных шахтах, где может скапливаться метан.

## Конструкция
Представляет собой масляную, керосиновую или карбидную лампу, у которой доступ воздуха и отвод продуктов горения пламени осуществляется через металлические сетки — сетки Дэви — толщина проволоки, из которой изготовлена сетка, размер её ячеек и теплопроводность материала подобраны таким образом, чтобы при воспламенении горючей газовоздушной смеси, попадающей внутрь лампы, пламя не распространялось наружу и не вызывало внешнего взрыва газовоздушной смеси.
С некоторой степенью допущения лампу Дэви можно считать одним из первых газоанализаторов, сигнализирующих о присутствии в атмосфере горючих газов, что проявляется удлинением языка пламени, неравномерным горением, сопровождающимся вспышками и хлопками. Несмотря на то, что в настоящее время шахтные лампы, использующие открытое пламя, полностью вытеснены электрическими фонарями, значение этого изобретения, сохранившего множество жизней шахтёров, до сих пор сложно переоценить.

## Авторство изобретения
Изобретена английским физиком Гемфри Дэви в 1815 году и названа в его честь. 30 ноября 1815 года в Ньюкасле независимо от Дэви аналогичную лампу изобретает тогда ещё неизвестный инженер Джордж Стефенсон. Сравнение ламп обеих конструкций показало, что они в целом аналогичны, хотя лампа Стефенсона оказалась безопасней. Вопрос, кто из этих двух инженеров первым изобрёл лампу, остался нерешённым; сами авторы не настаивали на своём первенстве.